# Sharon den Adel
Sharon Janny den Adel (născută în Waddinxveen, lângă Gouda, Olanda de Sud, pe data de 12 iulie 1974) este o cântăreață și compozitoare de origine neerlandeză. Ea este faimoasă datorită faptului că este solista trupei Within Temptation. Vocea acesteia se încadrează în categoria mezzosopranelor lirice.

## Viața personală
Sharon den Adel este căsătorită cu chitaristul și membrul fondator al formației, Robert Westerholt, au împreună trei copii (o fetiță- Eva Luna și doi băieți- Robin Aiden și Logan Arvin) și în prezent locuiește lângă Hilversum, Țările de Jos.
Sharon den Adel a fost însărcinată cu primul copil, Eva Luna(născută în 7 decembrie 2005), în timpul turneului The Silent Force. Pe data de 22 februarie 2009, Sharon den Adel a anunțat că este însărcinată cu al doilea copil, Robin Aiden Westerholt, iar nașterea acestuia a fost anunțată pe site-ul oficial al formației, pe data de 1 iunie 2009.  Aiden s-a născut prematur la 32 săptămâni și 6 zile. Pe data de 26 noiembrie 2010, Sharon den Adel anunță că așteaptă un al treilea copil și datorită complicațiilor sarcinii anterioare, formația reprogramează concertele din primăvară până în toamna anului 2011. Pe data de 31 martie 2011 este anunțată nașterea celui de al treilea copil al cântăreței, acesta purtând numele Logan Arwin.

## Discografie

### Within Temptation
Albume de studio
- Enter (1997)
- Mother Earth (2000)
- The Silent Force (2004)
- The Heart of Everything (2007)
- The Unforgiving (2011)
- Hydra (2014)

### Apariții ca invitată
- Embrace (Voyage, 1996) "Frozen"
- Bash (Silicon Head, 1997) "Hear"
- Into the Electric Castle (Ayreon, 1998) "Isis & Osiris", "Amazing Flight", "The Decision Tree", "Tunnel of Light", "The Garden of Emotions", "Cosmic Fusion", "Another Time, Another Space"
- Schizo (De Heideroosjes, 1999) "Regular Day in Bosnia"
- Prison of Desire (After Forever, 2000) "Beyond Me"
- The Metal Opera (Avantasia, 2000) "Farewell"
- Inside (Orphanage, 2000) "Behold"
- Architecture of the Imagination (Paralysis, 2000) "Fly", "Architecture of the Imagination"
- Fast Forward (De Heideroosjes, 2001) "Last Call to Humanity"
- Fooly Dressed (Aemen, 2002) "Time", "Waltz"
- The Metal Opera Part II (Avantasia, 2002) "Into the Unknown"
- Hymn to Life (Timo Tolkki, 2002) "Are You the One?"
- Pinkpop 2005 (De Heideroosjes, 2005) "Candy (Iggy Pop Cover)"
- Lucidity (Delain, 2006) "No Compliance"
- "Crucify" (De Laatste Show-band, Tori Amos cover live)
- Imagine (Armin van Buuren, 2008) "In and Out of Love"
- The Metal Opera: Pt 1 & 2 - Gold Edition  (Avantasia, 2008) "Farewell", "Into the Unknown"
- Pure Air (Agua de Annique, 2009) "Somewhere" (Duet)
- Night of the Proms 2009 (John Miles, Katona Twins, Sharon den Adel) "Stairway to Heaven"
- Truth Or Dare (Oomph!, 2010) "Land Ahead"
- For All We Know (Ruud Jolie, 2011) "Keep Breathing"
- Wesley Against Society (Coeverduh, 2012) "Nostradamus"
- Heart Tamer (Leander Rising, 2012) "Between Two Worlds And I" (Duet)
- De Vrienden Van Meneer Konijn (various artists, 2012) "Het Meneer Konijn Lied"
- The Land of New Hope (Avalon, 2013) "Shine"
- Metal Female Voices Fest 2013 (Delain, 2013) "No Compliance" and "Restless"

## Legături externe
- Within Temptation official website
- Official Website profile Arhivat în 4 iunie 2012, la Wayback Machine.
- Discogs Profile

### Interviuri
- en  Interview with Live-Metal.net Arhivat în 16 februarie 2012, la Wayback Machine.
- en  Interview with About Heavy Metal Arhivat în 12 iulie 2014, la Wayback Machine.
- en  Ask The Artist Arhivat în 12 februarie 2008, la Wayback Machine.
- en  Interview with Sharon den Adel Arhivat în 28 noiembrie 2006, la Wayback Machine.